# Поморяни (плем'я)

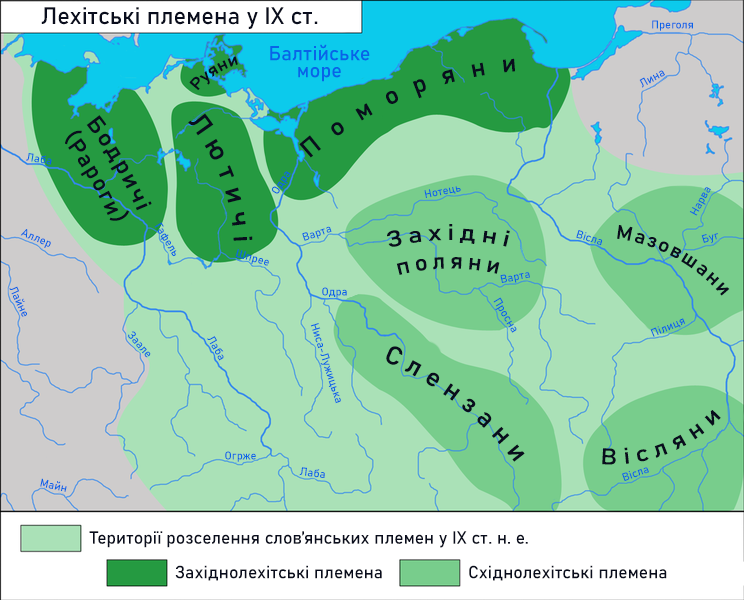
Мапа розселення лехітських племен

Поморя́ни, поморці, померани — західнослов'янські племена, що жили до XVI–XVII ст. в пониззі Одри та на південному узбережжі Балтійського моря. В 900 р. межа поморянського ареалу проходила по Одрі на заході, дельті Віслі на сході та Нотеці на півдні. Дали назву історичній місцевості Померанія (по-слов'янськи Поморянія або Помор'я).

## Історія

### Найдавніші сторінки
Повість временних літ зазначає що:
«Ляхи ж, і прусси, і чудь сидять поблизу моря Варязького. По сьому ж морю сидять варяги: сюди, на схід,— до наділу Симового; по тому ж морю сидять вони на захід — до землі Англійської і до Волоської» та «Коли ж волохи найшли на слов’ян на дунайських, і осіли між них, і чинили їм насильство, то слов’яни ті, прийшовши, сіли на Віслі і прозвалися ляхами. А від тих ляхів [пішли одні, що] прозвалися полянами, другі ляхи [прозвалися] лютичами, інші — мазовшанами, ще інші — поморянами».  
Головними градами поморян були Щецин, Волін, Камень, Колобжег, Білогард на Західному Помор'ї, Білогарда, Слупськ та Славно у Центральному Помор'ї, Пуцьк, Гданськ та Старогард на Східному Помор'ї. 

### Боротьба з полянськими П'ястами
Вважається, що X столітті польський князь Мешко I включив землі поморян до складу польської держави. До 2005 р. цю концепцію підтримували опис держави Пястів в «Dagome iudex» та помилкове, як виявилося, датування острівного городища Гданська в гирлі Мотлави до Вісли на Х ст. Наразі городище в Гданську, яке вважають п'ястовським осередком управління датоване на 50-ті 60-ті рр. ХІ ст. Опис в «Dagome iudex» є дуже розмитий і згадує сусідів держави Мешка, що сягала по море. Важко щось сказати на його основі про конкретні межі держави Пястів. 2022 р. знахідки під ратушем в Гданську проасоційовано з початковим городищем Гданська Х ст, проте не відомо чи було воно під владою Мешка І.
Все XI ст. поморяни боролися з спробами полянських П'ястів їх підкорити. На самому початку ХІ ст. поганська реакція охопила Західне Помор’я, було ліквідовано молоде Колобжезьке єпископство. Подібні процеси розвивалися напевне і на Східному Помор’ї, але ми про це майже нічого не знаємо. Східне Помор’я було менш заселене і ближче до держави Пястів, тож воно перебувало під їх більшим впливом. Проте, як вважається за панування Мешка ІІ Помор’я звільнилося (якщо взагалі перебувало раніше) з під влади Пястів. Захопити його спробував  Казимир Відновитель. Той спочатку вступив в боротьбу з самозванцем Мецлавом, що панував на Мазовії. Останнього підтримували поморяни. У цей час в хроніках з Нідеральтайх згадується перший князь Помор'я Земомисл. В цей період  територія поморян поширилася на захід від Одри в землі лютичів. Дякуючи допомозі воїв свого шваґра Ярослава Мудрого, Казимир побив спочатку Мецлава, а потім поморян. Землі Помор’я до кінця життя Казимира опинилися в залежності від Кракова. Цей час в принципі співпадає із датуванням конструкцій острівного городища в Гданську, з чого роблять висновок що Казимир міг його заснувати.
Невдалий похід Болеслава Сміливого в Чехію коло 1060 р. призвів до повстання поморян та звільнення їх з під влади Пястів. Завоювати поморян пробував також Владислав Герман. 1090 р. внаслідок брутального застосування сили він зайняв Східне Помор’я „аж по море”. Зайнявши Помор’я 1091 р. і відчуваючи що не втримає його, князь, як повідомляє Галл Анонім, наказав всі гради на Помор'ї спалити. Теоретично в цей час могло бути спалене також острівне городище у Гданську. Сліди пожежі кінця ХІ ст. дійсно зафіксовані тут археологами. Дійсно поморяни не дали шансів Герману утримати над ними владу, вирізали чи вигнали його представників. Потім вони вели запеклу боротьбу з пробами Германа відігратися. Поморяни, що перебували на більш ранній стадії феодального розвитку, виставляли велике військо, в якому служили всі чоловіки. Пясти ж застосовували переважно професійну армію, яка була меншою.

### Після завоювання Болеславом Кривоустим
Проблему завоювання Помор’я вирішив Болеслав Кривоустий. 1119 р. він зайняв Східне Помор’я. Тільки з цього моменту можна говорити про стале перебування в острівному городищі Гданська княжого намісника. Болеслав переміг і першого відомого з джерел західнопоморського князя з династії грифітів  Вартислава І, внаслідок чого Західне Помор'я стало ленном держави Болеслава, а  сам Вратіслав І його піддані прийняли християнство.
У ХІІ ст. дороги Західного і Східного Помор'я розійшлися. Німці розвиваючи наступ на землі полабських слов’ян сягнули своїми впливами на Західне Помор’я. На з’їзді Мерзебургу 1135 р., визнаючи зверхність імператора Лотара, Болеслав Кривоустий допустив втручання німецької церкви, а згодом і правителів, в справи Західного Помор’я. Хоча на цей час Західне Помор’я було у ленній залежності від польського володаря, вже дуже скоро вона (як перед тим землі полабських слов’ян) увійде в орбіту німецького світу. З 1180-х років почав зростати німецький вплив і на землі західних поморян почали прибувати немецькі поселенці. Через руйнівні війни з данцями поморські феодали схвалювали заселення спустошених земель німцями. Згодом почався процес германізації та полонизації поморянського населення. 

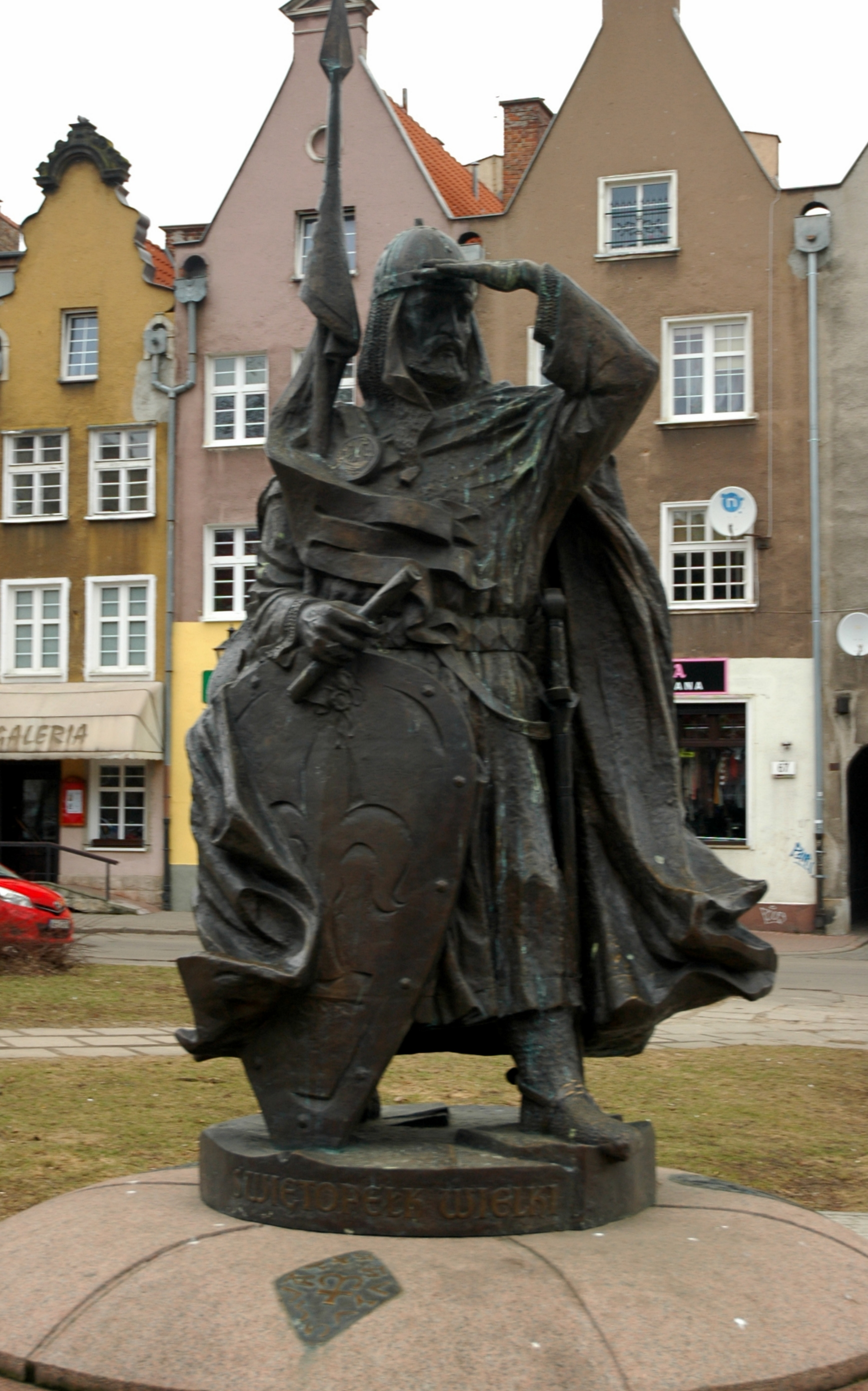
Пам'ятник Святополку ІІ Великому в Гданську

Натомість на Східному Помор'ї з ХІІ ст. поморяни перебували під владою спочатку намісників П'ястів, а потім незалежних поморських князів з династії Собіславичів. Найбільшого розмаху їх держава сягнула за Святополка ІІ Великого. Під час панування старшого сина Святополка і останнього з Собіславичів Мстивоя ІІ (1270-1294 рр.) Східне Помор’я перебувало в постійній боротьбі проти хрестоносців та бранденбурців. Водночас Мстивой ІІ продовжував політику батька щодо осадження в своїх володіннях німецьких колоністів. Їх князь запрошував з різних міст Німеччини, Фландрії та Брабанту. 15 лютого 1282 р. в Кемпно відбулася зустріч Мстивоя II з великопольським князем Пшемислом II, на які було обидва князі визнали один одного спадкоємцями в своїх землях. 25 грудня 1294 р. Мстивой ІІ помер у Гданську і Пшемисл II відповідно до раніше досягнутих домовленостей успадкував його володіння: самостійне князівство Східного Помор’я припинило своє існування.

## Нащадки поморян
Уникнутити асиміляції серед німців та поляків вдалося лише кашубам, що наразі налічують 300 тисяч чоловік. Натомість після Другої світової війни було депортовано до Німеччини рештки словінців, які асимілювалися з німцями.

## Археологія
Зі слов'янським племінним союзом поморян VII—IX століття н. е. археологами ототожнюється кендзинська культура, голанчська культура, суковсько-дзедзицька культура.

## Пам'ятки поморян
Городище в Сопоті, що зветься Замковою горою чи Пательнею і розташовується на високому післяльодовиковому пагорбі на вул. Haffnera, на відстані біля 400 м від берега Гданської затоки.  Постало коло середини IX ст., а існувало до кінця Х ст. чи зламу Х та ХІ ст. В наш час на реконструйованому городищі організовано скансен.